# Jarkko Kauppinen
Jarkko Kauppinen (Vieremä, 6 april 1982) is een Fins voormalig biatleet. Hij nam één keer deel aan de Olympische winterspelen.

## Carrière
Jarkko Kauppinen maakte zijn debuut in de wereldbeker tijdens de sprint in het seizoen 2002/2003 in Östersund. Hij behaalde geen podiumplaatsen in de wereldbeker.
In 2014 nam Kauppinen deel aan de Olympische winterspelen. Hij eindigde 77e in de sprint. In het individueel nummer haalde hij de finish niet.

## Belangrijkste resultaten

### Wereldkampioenschappen
| Jaar | Plaats           | Resultaten |
| ---- | ---------------- | --- |
| 2007 | Antholz          | 53e 12,5 km achtervolging 57e 10 km sprint 67e 20 km individueel DNS 4x7,5 km estafette                        |
| 2008 | Östersund        | 10e gemengde estafette 14e 4x7,5 km estafette 40e 20 km individueel 81e 10 km sprint                           |
| 2011 | Chanty-Mansiejsk | 19e 4x7,5 km estafette 44e 12,5 km achtervolging 58e 10 km sprint 70e 20 km individueel                        |
| 2012 | Ruhpolding       | 20e 4x7,5 km estafette 42e 20 km individueel 71e 10 km sprint                                                  |
| 2013 | Nové Město       | 18e gemengde estafette 20e 4x7,5 km estafette 38e 10 km sprint 53e 20 km individueel 56e 12,5 km achtervolging |
| 2015 | Kontiolahti      | 13e 4x7,5 km estafette 51e 10 km sprint 58e 12,5 km achtervolging 75e 20 km individueel                        |

### Olympische Winterspelen
| Jaar | Plaats | Resultaten                             |
| ---- | ------ | -------------------------------------- |
| 2014 | Sotsji | 77e 10 km sprint DNF 20 km individueel |

### Wereldbeker
Eindklasseringen
| Seizoen   | Algemeen | Individueel | Sprint | Achtervolging | Massastart |
| --------- | -------- | ----------- | ------ | ------------- | ---------- |
| 2007/2008 | 73e      | -           | 65e    | 63e           | -          |
| 2010/2011 | 88e      | 72e         | 72e    | -             | -          |
| 2011/2012 | 82e      | -           | -      | 58e           | -          |
| 2012/2013 | -62e     | 36e         | 70e    | 62e           | -          |
| 2013/2014 | 73e      | -           | 66e    | 69e           | -          |